# Kasler protiv OTP
Presuda Europskog suda u predmetu C 26/13, Árpád Kásler i Hajnalka Káslerné Rábai protiv OTP Jelzálogbank Zrt. od od 30. travnja 2014. ("predmet Kásler vs. OTP"), važna je odluka u pitanju potrošačkih kredita s valutnom klauzulom u švicarskim francima (CHF), koje su banke intenzivno nudile u prvom desetljeću 21. stoljeća u Mađarskoj, Hrvatskoj, Bosni i Hercegovini, Srbiji i drugim zemljama tzv. "Istočne Europe".
Korisnici kredita Árpád Kásler i Hajnalka Káslerné Rábai sklopili su 29. svibnja 2008. ugovor Jelzálogbankom pod nazivom „hipotekarni kredit u stranoj valuti uz osiguranje hipotekom“; bio im je odobren kredit u iznosu od 14.400.000,00 mađarskih forinti (HUF), uz valutnu klauzulu u švicarskim francima (CHF). Kredit je prigodom isplate 14,4 milijuna forinti obračunat na iznos od 94.240,84 CHF. Kredit je ugovoren na rok od 25 godine, uz plaćanje u mjesečnim ratama. Efektivna kamatna stopa (EKS) iznosila je 7,43%. 
Korisnici kredita su tužili banku tražeći da se utvrdi ništetnom odredba o valutnoj klauzuli zbog koje su morali plaćati rate kredite koje su u mađarskim forintama iznosile znatno više nego na početku: tvrdili su da tako ugovorena valutna klauzula predstavlja tzv. "nepoštenu odredbu u potrošačkom ugovoru", zbog čega je - sukladno odredbama Direktive 93/13/EEZ od 5. travnja 1993. god. - pravno ništetna.
Vrhovni sud Mađarske ("Kuria") je zastao s postupanjem u tom predmetom, te - s obzirom na to da su odrebe mađarskog prava koje je valjalo primijeniti plod preuzimanja Direktive 93/13/EEZ u mađarski pravni sustav - zatražio tumačenje Europskog suda pravde o pitanjima:

Prvo pitanje:
Svojim prvim pitanjem mađarska Kuria pita treba li članak 4. stavak 2. Direktive 93/13 tumačiti na način da se izrazi „glavni predmet ugovora“ i „primjerenost cijene i naknade na jednoj strani, i isporučene usluge i roba na drugoj“ odnose na odredbu ugovora o kreditu u stranoj valuti, sklopljenog između poslovnog subjekta i potrošača.
Na to pitanje Europski sud odgovara potvrdno ali "samo ako se utvrdi da ta odredba predstavlja bitnu činidbu tog ugovora koja ga kao takva bitno određuje, što je sud koji je uputio zahtjev dužan provjeriti s obzirom na narav, opću strukturu i odredbe ugovora kao i činjenični i pravni kontekst te odredbe".

Drugo pitanje:
Drugim pitanjem Kuria pita treba li članak 4. stavak 2. Direktive 93/13 tumačiti na način da zahtjev prema kojem ugovorna odredba mora biti jasno i razumljivo sastavljena podrazumijeva obvezu ne samo da konkretna odredba potrošaču bude gramatički jasna i razumljiva nego i da su potrošaču također jasni i razumljivi ekonomski razlozi koji se nalaze u pozadini primjene te ugovorne odredbe kao i odnos između te odredbe i ostalih odredbi ugovora.
Kao odgovor na drugo pitanje, Europski sud iznosi da članak 4. stavak 2. Direktive 93/13 treba tumačiti na način da, kada je riječ o ugovornoj odredbi o deviznoj klauzuli, "zahtjev prema kojem ugovorna odredba mora biti jasno i razumljivo sastavljena podrazumijeva obvezu ne samo da konkretna odredba potrošaču bude gramatički razumljiva nego i da ugovor razvidno izloži funkcioniranje konkretnog mehanizma konverzije u stranu valutu ... tako da potrošač na temelju točnih i razumljivih kriterija bude u stanju procijeniti ekonomske posljedice koje iz toga za njega proizlaze".

Treće pitanje:
Na treće pitanje, gdje se pita treba li ništetnu ugovornu obvezu zamijeniti tzv. dispozitivnom odredbom nacionalnog prava (takvom zakonskom odredbom, koja se primjenjuje ako ugovorne strane nisu izrijekom ugovorile drugačije), Europski sud odgovara da se u primjeni Direktive 93/13 EEZ može tako postupiti, ako nacionalni zakon ovlašćuje suca da ništetnu odredbu zamijeni takvom dispozitivnom odredbom propisanom u nekom nacionalnom zakonu. 

Nakon što je primio presudu Europskog suda mađarska Kuria je presudila u korist tužitelja Á. Kásler i H. K. Rábai, te je proglasila ništetnim ugovornu odredbu o valutnoj klauzuli u CHF. S obzirom na to da se procjenjuje da u Mađarskoj ima oko 1,2 milijuna potrošačkih kredita s valutnom klauzulom u švicarskim francima (Mađarska ima malo više od 10 milijuna stanovnika), te da je ukupna vrijednost tih kredita preko 15 milijardi američkih dolara, ova presuda se ocjenjuje socijalno i gospodarski iznimno važnom.

## Vanjske poveznice
- Presuda C 26/13, Árpád Kásler i Hajnalka Káslerné Rábai protiv OTP Jelzálogbank Zrt. od od 30. travnja 2014. (hrvatski)